# Nectandra latissima
Nectandra latissima är en lagerväxtart som beskrevs av J.G. Rohwer. Nectandra latissima ingår i släktet Nectandra och familjen lagerväxter. Inga underarter finns listade i Catalogue of Life.